# 芦屋市谷崎润一郎纪念馆
34°43′20″N 135°18′40.2″E / 34.72222°N 135.311167°E
芦屋市谷崎润一郎纪念馆（日语：芦屋市谷崎潤一郎記念館）是位于日本兵库县芦屋市的文学馆，于1988年设立，目的是保存及展示作家谷崎润一郎相关资料，以及纪念其文学创作之业绩。

## 历史
馆内建筑均依谷崎润一郎生前所喜欢的形式而建，主要由纪念馆本体与日式庭院两大部分构成。馆内收藏并长期展出由谷崎润一郎亲属捐赠的作家使用过的桌子、砚台、笔，以及其他诸多相关物品与资料。馆内公共空间还用以举办谷崎文学作品朗读会以及各类谷崎文学相关讲座、演奏会等。
玄关处放置的重达15吨的巨石来自位于神户市东灘区冈本的谷崎旧宅庭院。据传该石头是阪神大水灾期间被冲进园子里的，就此被留在了园中。
开馆时间为每天10点至17点（16点30停止入馆），每周一以及年末年始（１２月２８日～１月４日）闭馆。
入馆门票：
- 成年人３００日元
- 大学生及高中生２００日元
- 初中级以下不收门票

## 建筑概要
- 设计-富家建筑事务所
- 构造-RC造、2层结构
- 占地面积-1,689㎡
- 室内总面积-591㎡
- 日式庭院面积-300㎡
- 开馆日期-1988年10月8日
- 所在地-〒659-0052　日本国兵库县芦屋市伊势町12－15

## 交通
- 阪神电铁芦屋站向南步行15分钟

## 周边地区
- 芦屋市美术博物馆
- 芦屋市市立图书馆
- 富田砕花旧居
- 俵美术馆
- 虚子纪念文学馆
- 滴翠美术馆
- 旧山邑家住宅
- エンバ中国近代美术馆

## 相关项目
谷崎润一郎
芦屋市